# ×Elyhordeum elymoides
Elyhordeum elymoides là một loài thực vật có hoa trong họ Hòa thảo. Loài này được (Hack.) Hunz. & Xifreda mô tả khoa học đầu tiên năm 2000.